# Jozef Daňo
Jozef Daňo (* 28. prosinec 1968, Nitra) je bývalý slovenský hokejový útočník a reprezentant. Jeho syn Marko Daňo je také ledním hokejistou a slovenským reprezentantem.

## Hráčská kariéra
Je známý z dlouholetého působení v Dukle Trenčín a později v českém Třinci (šest sezón), v obou klubech patřil k oporám v útoku. Ročník 2001/2002 začal v ruském Ak Bars Kazaň. Dokončil ho ale ve Zvolenu. Od další sezóny působí v nejvyšší rakouské soutěži. V ročníku 2004/2005 se stal s 48 brankami nejlepším střelcem celé ligy. Zároveň byl i její najvylučovanejším hráčům, když zaznamenal 193 trestných minut. Druhé prvenství potvrdil i v následující sezóně 2005/2006, když na trestné lavici strávil dokonce 216 minut.

## Ocenění a úspěchy
- 1994 SHL – Vítězný gól
- 1998 ČHL – Nejproduktivnější cizinec
- 1999 ČHL – Nejproduktivnější cizinec

## Prvenství
- Debut v ČHL – 2. ledna 1996 (HC Železárny Třinec proti HC Petra Vsetín)
- První asistence v ČHL – 4. ledna 1996 (HC Pojišťovna IB Pardubice proti HC Železárny Třinec)
- První gól v ČHL – 16. ledna 1996 (HC ZKZ Plzeň proti HC Železárny Třinec, českému brankáři Rudolfu Pejcharovi)
- První hattrick v ČHL – 10. října 1999 (HC Oceláři Třinec proti HC Keramika Plzeň)

## Klubová statistika
| Sezóna        | Klub                | Soutěž        |     | Základní část | Základní část | Základní část | Základní část | Základní část |    | Play off | Play off | Play off | Play off | Play off |
| Sezóna        | Klub                | Soutěž        | Z   | G             | A             | B             | TM            | Z             | G  | A        | B        | TM       |          |          |
| 1990–91       | AC/HC Nitra         | ČSHL          | 43  | 13            | 9             | 22            | 48            | —             | —  | —        | —        | —        |          |          |
| 1991–92       | AC/HC Nitra         | ČSHL          |     |               |               |               |               |               |    |          |          |          |          |          |
| 1992–93       | ASVŠ Dukla Trenčín  | ČSHL          | 47  | 18            | 25            | 43            | 56            | —             | —  | —        | —        | —        |          |          |
| 1993–94       | Dukla Trenčín       | SHL           | 38  | 15            | 26            | 41            |               | —             | —  | —        | —        | —        |          |          |
| 1994–95       | Dukla Trenčín       | SHL           | 35  | 16            | 18            | 34            | 41            | 9             | 5  | 3        | 8        | 8        |          |          |
| 1995–96       | Dukla Trenčín       | SHL           | 40  | 17            | 23            | 40            | 63            | —             | —  | —        | —        | —        |          |          |
| 1995–96       | HC Železárny Třinec | ČHL           | 8   | 2             | 5             | 7             | 12            | —             | —  | —        | —        | —        |          |          |
| 1996–97       | HC Železárny Třinec | ČHL           | 42  | 15            | 24            | 39            | 56            | 2             | 0  | 0        | 0        | 2        |          |          |
| 1997–98       | HC Železárny Třinec | ČHL           | 49  | 17            | 34            | 51            | 82            | 13            | 2  | 4        | 6        | 4        |          |          |
| 1998–99       | HC Železárny Třinec | ČHL           | 48  | 19            | 25            | 44            | 98            | 10            | 1  | 5        | 6        | 36       |          |          |
| 1999–00       | HC Oceláři Třinec   | ČHL           | 20  | 6             | 5             | 11            | 31            | 4             | 2  | 0        | 2        | 6        |          |          |
| 2000–01       | HC Oceláři Třinec   | ČHL           | 41  | 9             | 12            | 21            | 67            | —             | —  | —        | —        | —        |          |          |
| 2001–02       | Ak Bars Kazaň       | RSL           | 10  | 2             | 2             | 4             | 2             | —             | —  | —        | —        | —        |          |          |
| 2001–02       | HKm Zvolen          | SHL           | 19  | 4             | 7             | 11            | 2             | —             | —  | —        | —        | —        |          |          |
| 2002–03       | EK Zell am See      | Ei-N          | 1   | 1             | 1             | 2             | 0             | —             | —  | —        | —        | —        |          |          |
| 2003–04       | EK Zell am See      | Ei-N          | 29  | 27            | 25            | 52            | 80            | —             | —  | —        | —        | —        |          |          |
| 2004–05       | EK Zell am See      | Ei-N          | 42  | 48            | 44            | 92            | 193           | —             | —  | —        | —        | —        |          |          |
| 2005–06       | EK Zell am See      | Ei-N          | 34  | 23            | 31            | 54            | 216           | —             | —  | —        | —        | —        |          |          |
| 2006–07       | EV Zeltweg          | Ei-N          | 26  | 18            | 45            | 63            | 64            | 12            | 11 | 18       | 29       | 20       |          |          |
| 2007–08       | EV Zeltweg          | Ei-N          | 31  | 18            | 35            | 53            | 94            | 5             | 0  | 2        | 2        | 6        |          |          |
| 2008–09       | EV Zeltweg          | Ei-N          | 21  | 11            | 15            | 26            | 114           | —             | —  | —        | —        | —        |          |          |
| Celkem v SHL  | Celkem v SHL        | Celkem v SHL  | 132 | 52            | 74            | 126           | 106           | 9             | 5  | 3        | 8        | 8        |          |          |
| Celkem v ČHL  | Celkem v ČHL        | Celkem v ČHL  | 298 | 99            | 139           | 238           | 450           | 29            | 5  | 9        | 14       | 48       |          |          |
| Celkem v Ei-N | Celkem v Ei-N       | Celkem v Ei-N | 184 | 146           | 196           | 342           | 761           | 17            | 11 | 20       | 31       | 26       |          |          |

## Reprezentace
Reprezentoval Slovensko na olympijské premiéře v roce 1994 (Lillehammer), kde vstřelil památné dva góly Kanadě v základní skupině, kterou Slovensko následně vyhrálo. Zúčastnil se i ZOH 1998 v japonském Naganu a čtyř světových šampionátů. Celkově za národní mužstvo odehrál 117 zápasů, zaznamenal 45 gólů.
| Rok                       | Tým                       | Soutěž                    | Z  | G  | A  | B  | TM |
| ------------------------- | ------------------------- | ------------------------- | -- | -- | -- | -- | -- |
| 1994                      | Slovensko                 | OH                        | 8  | 3  | 3  | 6  | 6  |
| 1994                      | Slovensko                 | MS sk.C                   | 6  | 2  | 4  | 6  | 8  |
| 1995                      | Slovensko                 | MS sk.B                   | 7  | 1  | 6  | 7  | 4  |
| 1996                      | Slovensko                 | MS                        | 5  | 1  | 0  | 1  | 4  |
| 1997                      | Slovensko                 | MS                        | 2  | 1  | 0  | 1  | 0  |
| 1998                      | Slovensko                 | OH                        | 4  | 1  | 2  | 3  | 4  |
| 1998                      | Slovensko                 | MS                        | 6  | 4  | 2  | 6  | 4  |
| 1999                      | Slovensko                 | MS                        | 5  | 3  | 4  | 7  | 4  |
| Seniorská kariéra celkově | Seniorská kariéra celkově | Seniorská kariéra celkově | 43 | 16 | 21 | 37 | 34 |